# 詹妮弗·潘
詹妮弗·潘（英语：Jennifer Pan，1986年6月17日－）是一名越南裔加拿大女性，在2010年因“买凶”杀害其母亲并伤害其父亲而被逮捕。詹妮弗声称该罪行是在她20多岁时针对其父母的“虎爸虎妈式教育”的回应。
犯罪地点是加拿大安大略省多倫多地區万锦市的潘氏住宅。潘在多项指控中被判有罪，并被判处无期徒刑，25年后可假释。她的共犯亦受到相同刑罚。

## 童年经历及教育
詹妮弗·潘的母亲梁碧霞（越南文：Phan Bích Hà, Lương，英文转写：Bich Ha Pan，首字发音为“Bick”，“梁”为其原姓）和父亲潘汉辉（越南文：Phan Hán Huy，英文：Huei Hann Pan）是移民到加拿大的华裔越南人。其父母都在越南出生和受教育，尔后两人在1979年前后以政治难民身份移民加拿大并相遇，之后在多伦多结婚，居住在士嘉堡。潘氏夫妇于1986年生下詹妮弗，又于1989年生下詹妮弗的弟弟菲利克斯。
潘氏夫妇在安大略省奥罗拉市的汽车零部件制造商麦格纳国际公司工作。潘担任工具和模具制造，而梁则负责汽车零部件制造。潘氏夫妇坚持不懈地努力赚钱，以确保孩子们拥有他们当年“错过的教育机会”。潘氏夫妇生活十分节俭。到了2004年，在财务状况稳定后，潘氏夫妇于大多伦多地区亚裔人口众多的万锦市的一条住宅街上购入了一栋大房子和两辆车。梁拥有一辆雷克萨斯ES 300，潘则拥有一辆奔驰C级车（W203）。
潘氏夫妇为孩子们设定了许多目标，并对他们抱有极高的期望。詹妮弗在四岁时就被要求上钢琴课，以及花样滑冰课直到晚上十点；之后做家庭作业直到午夜，才能睡觉。在小学时，因为压力过大，詹妮弗常常进行用小刀划破胳膊等自残行为。詹妮弗一周内的大部分时间都在参加训练。其父母曾把其目标定为奥运会花样滑冰冠军，但是尔后因詹妮弗膝盖韧带遭受撕裂而作罢。
詹妮弗在玛丽沃德天主教中学上学，在学校乐队中吹长笛。据她的高中朋友何凯伦（英文：Karen K. Ho）说，詹妮弗的父亲潘是一名典型的“虎爸”，而梁是“他不情愿的帮手”。潘氏夫妇每天下课时都会去接詹妮弗，并密切监视她的课外活动。潘氏夫妇从不允许詹妮弗在上高中时与男孩约会，也不允许她参加高中舞会，因为他们担心这些活动会分散她对学业的注意力。在詹妮弗上大学期间，她仍不被允许参加任何聚会。在22岁时，詹妮弗“从来没有去过俱乐部，没有喝醉过，没有去过朋友的小屋，也没有在没有家人的情况下度过假。”据报道，詹妮弗和她的朋友们认为这种教养方式是限制性极高的，极大的压迫。
尽管潘氏夫妇对詹妮弗在低年级时的好成绩抱有很高的期望，但事实上，詹妮弗在整个高中阶段的成绩都比较平平无奇（70%左右），除了音乐。她多次使用假模板伪造成绩单，欺骗她的父母，让他们以为她的成绩是A。当詹妮弗在12年级的微积分课上得了不及格时，瑞尔森大学取消了她的提前批录取资格。由于詹妮弗无法忍受被认为是失败者，她开始对她认识的人，包括她的父母撒谎，假装她在上大学；事实上，詹妮弗前往咖啡店，当钢琴教师授课，并在一家餐馆工作赚钱。为了维持她在上大学的假象，詹妮弗告诉她的父母她获得了大学的奖学金，后来她又谎称已经接受了多伦多大学药理学课程的录取。她甚至不惜购买二手教科书，并观看与药理学有关的视频，以便在笔记本上写满所谓的课堂笔记，给她的父母看。
詹妮弗还恳请父母允许她与一个朋友在学校旁边住上一周的时间。 实际上，詹妮弗是和她在高中时期就认识的男朋友黄志光（英文：Daniel Chi-Kwong Wong）住在一起。黄志光拥有中国和菲律宾血统，居住在阿贾克斯，在一家波士顿比萨店工作。黄志光曾也是玛丽沃德中学的学生，但由于成绩差而转学到多伦多北约克的卡特红衣主教学院。黄志光后来入读约克大学，且他是一名活跃的大麻商人。

## 成年生活
詹妮弗在假装完成在多伦多大学的学位时同时，告知父母她在病童医院做志愿者，但父母没有发现詹妮弗有医院的工牌或制服，所以他们很快对詹妮弗产生了怀疑。有一次，梁跟踪詹妮弗去“工作”，并很快发现了她的欺骗行为。
在震惊之余，潘想把詹妮弗赶出家门，但梁劝说了潘，极力挽留女儿留下来。因詹妮弗微积分不及格，且实际上没有完成高中学业，詹妮弗最终从头开始读高中，并后来在父母的鼓励下申请了大学。然而，她被禁止与黄志光联系，且除了钢琴教学，詹妮弗被禁止去任何地方。然而，在这一时期，她和黄志光仍在保持秘密接触。
因为詹妮弗的父母限制并恐吓詹妮弗，詹妮弗只能住在家里，且只能与黄志光秘密见面。当詹妮弗24岁时，黄志光逐渐对与詹妮弗发展关系失去了兴趣，并断绝了与詹妮弗的往来，开始与另一名年轻女子约会。在得知男友有新的女友后，詹妮弗向黄志光謊称一名男子进入了她家，出示了类似警察的徽章，之后几名男子冲进来轮奸了她。她说在这之后又有人向她邮寄了一颗子弹，且声称这两件事都是由黄志光的新女友策划。

## 谋杀
2010年春天，詹妮弗与安德鲁·蒙特马约尔（英文：Andrew Montemayor）取得联系。詹妮弗後來被捕時声称蒙特马约尔在她的高中时代时曾吹嘘过持刀抢劫，但蒙特马约尔之后否认了这一说法。蒙特马约尔将詹妮弗介绍给了里卡多·邓肯（英文：Ricardo Duncan），一个“哥特小子”。詹妮弗声称她付给邓肯1500加元，让他在她父亲工作的场所的停车场杀死她父亲。邓肯则声称，詹妮弗曾经给过他200加元，但之后他把钱还给了她，而且回绝了杀死她的父母的请求。
根据警方的说法，詹妮弗之后重新联系了黄志光，并想出了一个计划：以1万加元的价格雇佣一个职业杀手来杀死她的父母，并计划继承父母超过50万加元的财产。他们计划一起居住。黄志光将詹妮弗介绍给了一个名叫伦福德·罗伊·克劳福德（英文：Lenford Roy Crawford）的牙买加出生的男子，黄志光称其为“homeboy”。克劳福德给了詹妮弗一张SIM卡和一部iPhone，以便詹妮弗在不使用常用手机的情况下与克劳福德联系。克劳福德联系了另一名黑人男子，名为埃里克·肖恩·“狙击手”卡迪（英文：Eric Shawn "Sniper" Carty），并又联系了在蒙特利尔出生的非洲裔大卫·米尔瓦加南（David Mylvaganam）。克劳福德住在布兰普顿，米尔瓦加南住在多伦多，卡迪以前住在多伦多的雷克斯代尔，但当时没有固定住所。米尔瓦加南被王室（检方）勘定是参与案件的杀手之一；卡迪后来因2009年一起无关的谋杀案被定罪。
谋杀发生于安大略省万锦市的潘氏住宅。2010年11月8日，詹妮弗在上床睡觉前打开了家里前门的门锁，然后与米尔瓦加南通过电话交谈。不久之后，米尔瓦加南和另外两人携带着枪支，通过解锁了的前门进入詹妮弗家中。在法庭证词中，检方并未确定另外两名杀手的身份；黄志光和克劳福德当时正在上班。卡迪说，他当时作为团伙司机，并参与了袭击策划。卡迪并未承认他是三人杀手团伙中的一员，也没有承认袭击其他人。
三名杀手要求潘氏夫妇交出所有的钱，并将主卧室洗劫一空。三人将潘和梁带到地下室，并向他们开了多次枪。梁当场死亡，潘身受重伤，但后来得以存活。三名杀手随后拿走了房子里的所有现金，包括潘身上的2000加元，之后离开。潘声称三名杀手把她绑了起来，但她设法挣脱，并拨打了911。潘在万锦市斯托夫维尔医院接受了治疗，然后被飞机转移到多伦多桑尼布鲁克医院的创伤科。

## 调查和逮捕
詹妮弗在案发当天晚上与警察进行了第一次谈话。2010年11月22日，詹妮弗在位于约克区警方的万锦市警察局的第三次询问中被捕。在第三次询问中，詹妮弗承认她雇佣了杀手，但声称是为了杀死她自己，而不是父母。审讯的警官威廉·戈茨（William "Bill" Goetz）假称他有测谎软件，和利用红外线技术分析建筑物内部情况的卫星，以此击溃了詹妮弗的心理防线。（加拿大法律允许警察就审判中的证据或顺着审讯者的撒谎策略向被审讯者撒谎。）
米尔瓦加南于2011年4月14日在多伦多北约克的Jane Finch购物中心被捕。卡迪于2011年4月15日在他所关押的监狱，安大略省米尔顿的Maplehurst Correctional Complex被捕。2011年4月26日，黄志光在其工作地点被捕。克劳福德是最后被捕的嫌疑人，于2011年5月4日在布兰普顿被拘留。

## 审判
2014年3月19日，詹妮弗及其共犯的罪行的审判于纽马克开庭。审判共持续了十个月。所有被告都对一级谋杀、谋杀未遂和密谋犯罪的指控表示不认罪。
在审判中，约克区警方的证据包括移动设备短信流量的详尽记录，包括詹妮弗和黄志光在案发前六小时内发出的100多条短信。进一步的证据集中在“闯入”、“抢劫”、该枪击事件的非典型性、以及詹妮弗的证词的不连贯性。警方同时详细说明了詹妮弗对黄志光的依恋，詹妮弗缺乏真情实感的供词，詹妮弗对谋划袭击的供认，以及詹妮弗人生经历中所受的创伤。
詹妮弗的证词中一个主要的不合理元素是：詹妮弗没有被殴打、蒙住眼睛、带到地下室；詹妮弗最后也没有被歹徒枪杀，而这会导致歹徒留下一名犯罪的关键目击证人。同时，潘父提供的证据与詹妮弗的说法大相径庭，这也削弱了詹妮弗证词的可信度。审判包括200多件证物；超过50名证人在审判中作证。
2014年12月13日，詹妮弗、黄志光、米尔瓦加南、克劳福德都被定罪；四人均被判处终身监禁且25年内不得假释。
最初，卡迪与其他被告一起受审，然而由于卡迪的律师爱德华·萨皮亚诺（英文：Edward Sapiano）生病，在2014年夏天左右，卡迪的案件被宣布为无效审判。2015年12月，卡迪承认犯有密谋谋杀罪，后被判处18年监禁，9年后可假释。据卡迪说，他不希望让潘再次上庭。

### 刑罚与监禁
詹妮弗因谋杀母亲、谋杀父亲未遂而被判处终身监禁，25年内不可假释。潘父和其兄弟要求法院下令禁止詹妮弗再与她幸存的家庭成员联系。尽管辩护律师反对，但法官还是提交了该命令。詹妮弗也被禁止再与黄志光联系。
截至2016年，詹妮弗服刑于安大略省基奇纳的大谷地妇女监狱（英文：Grand Valley Institution for Women）。
黄志光服刑于安大略省林赛，后转往位于安大略省金斯顿的柯林斯湾监狱（英文：Collins Bay Institution）。
米尔瓦加南服刑于在新不伦瑞克省内诺斯的亚特兰蒂克监狱（英文：Atlantic Institution）。
克劳福德服刑于不列颠哥伦比亚省阿格斯的肯特监狱（英文：Kent Institution）。 
卡迪申请服刑于位于加拿大西部或大西洋地区的联邦监狱，但申请成功前，他仍在押于本省的米尔汉文监狱（英文：Millhaven Assessment Unit），等待后续被转移至联邦监狱。卡迪后来被转移到肯特地区，于2018年4月26日在监狱中被刺死，享年38岁。

## 媒体报道和社会影响
据《南华早报》报道，此案在“加拿大和亚洲侨民中引起了震动”。《Northwest Asian Weekly》发表了一篇社论，探讨了在潘家“在过度教育子女时，应该注意到子女异常的精神和心理症状”。何凯伦（英文：Karen K. Ho）发布于多伦多生活杂志上的一篇报道使该案件受到广泛关注；报道把该案件定性为“虎爸虎妈式的教育”导致的严重后果。2016年，记者杰里米·格里马尔迪（英文：Jeremy Grimaldi）出版了一本关于该案件的纪实犯罪书，名为《女儿的致命欺骗：詹妮弗·潘的故事》。

## 后续
梁碧霞的葬礼于2010年11月15日在士嘉堡的奥格登教堂举行。据詹妮弗说，在母亲的葬礼之前，有举行一场给父亲的葬礼；这是依据一越南习俗，即要求为家庭中的年长成员先举行葬礼。詹妮弗·潘被要求并负责了两场葬礼。梁碧霞于11月19日下葬。潘汉辉因受伤而未能出席。